# المدرسة الصلاحية (القدس)

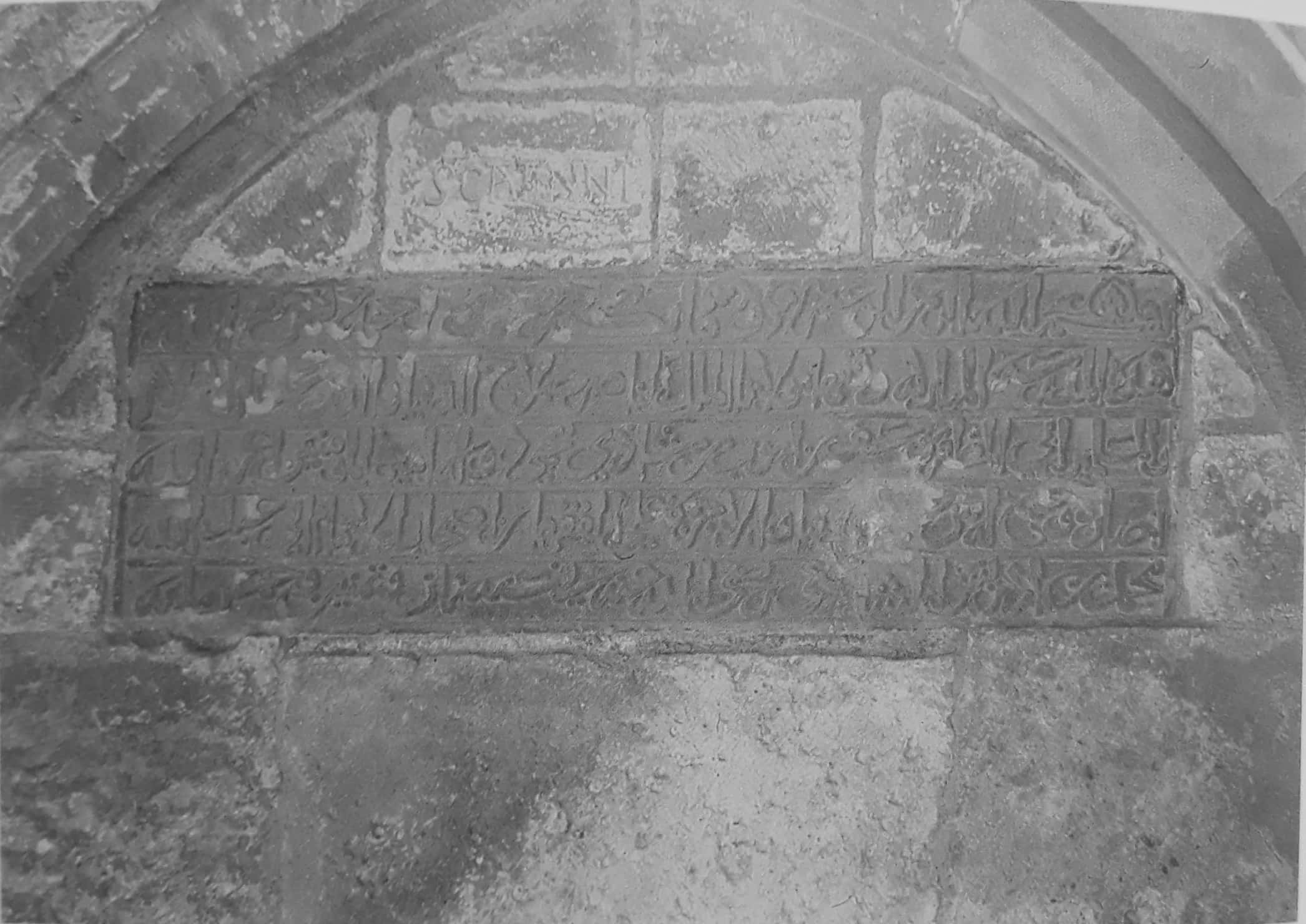
لوح حجري على مدخل المدرسة الصلاحية

المدرسة الصلاحية، أنشأها السلطان صلاح الدين الأيوبي، بعد تحرير القدس، في سنة 583 هـ / 1187 م، ووقفها في سنة 588 هـ / 1192 م، ونسبت إليه.
وفي ذلك يقول الأصفهاني في كتاب الفتح القسي في الفتح القدسي: «جمع السلطان جلساءه من العلماء الأبرار والأتقياء الأخيار في مدرسة للفقهاء الشافعية، ورباط للصلحاء الصوفية فعين للمدرسة الكنيسة المعروفة "ضدحنة" بعد أن تصالح مع نصارى بيت المقدس». وذُكر أنها أقيمت في مكان الكنيسة المعروفة بصَنْدحنة عند باب الأسباط. وذكر أنها أقيمت في مكان دير للراهبات أقيم في بيت القديسين يواكيم وحنة، وكان الصليبيون قد أنشاوه عندما احتلوا القدس. كما ذكر أن صلاح الدين عين لها مكانا، وفوض وكيل بيت المال بشراء كنيسة صندحنة. 
وذكر ابن واصل، وأبو الفداء، وابن فضل الله العمري، والقلقشنـدي، أنها كانت تعرف قبل الإسلام بصندحنة، تم صارت في الإسلام دار علم قبل أن يملك الفرنجة القدس. ولما ملك الفرنجة القدس، أعادوها كنيسة، فلما فتح صلاح الدين القدس، أعادها مدرسة، وفوض تدريسها ووقفها إلى القاضي بهاء الدين بن شداد. 
كانت المدرسة الصلاحية ذات مكانة علمية كبيرة. وكانت في مقدمة المعاهد العلمية في بيت المقدس. وقد قامت بدور فكري كبير، وتولى مشيختها والتدريس فيها عدد من العلماء. وقد قاموا بدور سياسي واجتاعي، إلى جانب الدور الفكري الذي قاموا به. كان عميد المدرسة يعين من كبار علماء الدولة ولايجلس على كرسيها إلا بإذن من السلطان، ومن أشهر شيوخها: ابن شداد، وفخر الدين بن عساكر، وابن واصل الحموي، وابو عمرو بن الصلاح، وعز الدين بن عبد السلام المقدسي، وشهاب الدين بن الهائم، وكمال الدين بن أبي شريف، وغيرهم. واستمرت هذه المدرسة منارة إشعاع علمي في العصر الأيوبي، والعصر المملوكي، والعصر العثماني.
وفي القرن التاسع عشر الميلادي، كانت هده المدرسة قد آلت إلى الخراب، إثر زلزال وقع في سنة 1237 هـ / 1821 م. ثم سعت الحكومة اليونانية إلى استرجاعها وإعادتها كنيسة . ولكن تلك المساعي لم تنجح . 
في سنة 1273 هـ / 1856 م، أعطاها العثمانيون للفرنسيين، وذلك لوقوفهم إلى جانب العثمانيين في حرب القرم، فأعادوها مدرسة وكنيسة. وفي سنة 1915 م، استرجعها العثمانيون، وحولها جمال باشا إلى كلية علمية دينية عرفت باسم كلية صلاح الدين الأيوبي. ووضع لها نظاما حدد موضوعات الدراسة فيها، وبرنامجها، ومنهاجها. وفيه تفصيل لأهداف الدراسة، ومدتها، ولغة التدريس، وعدد الطلاب، وتعيين مديرها ومدرسيها، وغير ذلك من الوظائف . 
واستمر الأمر كذلك إلى أن احتل الإنكليز القدس في سنة 1917 م، فسلموها إلى الآباء البيض، وأعادها هؤلاء مدرسة. وفيها متحف، ومكتبة، وكنسية.